# Balantiopsis paucidens
Balantiopsis paucidens là một loài rêu trong họ Balantiopsaceae. Loài này được Stephani mô tả khoa học đầu tiên năm 1901.